# Бела сезона суше (филм)
Бела сезона суше (енгл. A Dry White Season) је филм из 1989. године који је режирала Езан Палси. Филм је заснован на истоименом роману Андреја Бринка. Глумачку поставу чине: Доналд Садерланд, Џенет Сузман, Зејкс Мокај, Јирген Прохнов, Сузан Сарандон и Марлон Брандо (који је номинован за Оскара као најбољи споредни глумац).